# Altová příčná flétna
Altová flétna patří do skupiny příčných fléten, po běžné příčné flétně a pikole třetí nejpoužívanější flétnou. Má charakteristický bohatý a měkký tón, především v nižších polohách. Nástroj je laděný v G, tedy čistou kvartu pod flétnou s C laděním, a používá stejný prstoklad.[ujasnit]
Tělo altové flétny je delší a má větší průměr než u klasické příčné flétny, vyžaduje tedy od hráče více vzduchu. To jí dává větší dynamiku ve spodní oktávě.
Byl to oblíbený druh flétny Theobalda Boehma, který ji zdokonalil a dal jí její G ladění.

Rozsah altové příčné flétny

Má rozsah od malého g do G3. Hlavice může být rovná nebo zahnutá.

## Tvar hlavice
Hlavice altových příčných fléten jsou vyráběny ve dvou verzích, rovné nebo zahnuté. Zahnutá hlavice je vhodnější pro hráče menšího vzrůstu, protože jsou klapky hlavici blíže. Vyžaduje také menší sílu, protože těžiště nástroje se přesune blíže k hráči. I přes to je rovná hlavice stále používanější, a to díky své lepší intonaci.

## Repertoár
Tento seznam není kompletní. Obsahuje reprezentativní a nejčastěji hrané skladby z repertoáru altové příčné flétny. také neobsahuje skladby napsané pro jiné nástroje transponované pro altovou příčnou flétnu, pokud se často neobjevuje v jejím repertoáru. V tom případě je uveden v originálním zápisu.

### Skladby pro sólovou altovou příčnou flétnu
- Bruno Bartolozzi: Cantilena
- Garth Baxter: Variations on the Willow Tree
- Jonathan Bayley: Music for Pan
- Michael Csany-Wills: Trystyng
- Charles Delaney: Variations on the 'Seeds of Love' (1989)
- Jon Gibson: Untitled (1974)
- Alexander Goehr: Ariel Sing (2003)
- Philippe Hersant: Cinq Miniatures (1995)
- Daniel Kessner: A Serene Music (2012)
- Coreen Morsink: Andromache (2010)
- Patrick Nunn: Maqamat (2002)
- Michael Oliva: Les Heures Bleues (2013)
- Edwin Roxburgh: The Curlew (1994)
- Kaija Saariaho: Couleurs du vent (1998)
- Alexander Shchetynsky: Five Etudes (2011)
- Harvey Sollberger: Hara
- David Bennett Thomas: Carla (2012)
- Guillem Ponsí: Alnilam (2020)

### Skladby pro altovou příčnou flétnu s doprovodem klavíru
- Arnold Cooke: Sonatina for Alto Flute and Piano (1985)
- Tom Febonio: Sonata for Alto Flute and Piano
- Daniel Kessner: Simple Motion (1993)
- Melvin Lauf: Passing Thoughts
- Phyllis Louke: As The Clouds Parted
- Andrew McBirnie: The Moon by Night (2003)
- Mike Mower: Sonnets
- Laura Pettigrew: Offertoire
- Gary Schocker: Sonata for a Lost Planet

## Performeři
Počet profesionálních hráčů na altovou příčnou flétnu se v poslední době[kdy?] zvyšuje. Jmenovat lze například francouzského skladatele Christiana Le Delezira, Američanku Christine Potter, jazzové hráče Ali Ryerson a Briana Landruse a další. Florian Schneider-Esleben, člen německé kapely Kraftwerk, hrál na altovou příčnou flétnu v raných letech existence kapely.